# Кубок Італії з футболу 1959—1960
Кубок Італії з футболу 1959—1960 — 13-й розіграш Кубка Італії з футболу. У турнірі взяли участь 38 італійських клубів. Титул володаря кубка Італії вдруге поспіль здобув «Ювентус», який у фіналі переграв «Фіорентіну».

## Календар
| Раунд               | Дата                        | Матчі | Клуби   |
| ------------------- | --------------------------- | ----- | ------- |
| Перший раунд        | 6 вересня 1959              | 14    | 38 → 24 |
| Другий раунд        | 13-16 вересня 1959          | 8     | 24 → 16 |
| 1/8 фіналу          | 4 листопада - 8 грудня 1959 | 8     | 16 → 8  |
| 1/4 фіналу          | 7 квітня - 8 червня 1960    | 4     | 8 → 4   |
| 1/2 фіналу          | 18-19 червня 1960           | 2     | 4 → 2   |
| Матч за третє місце | 18 вересня 1960             | 1     |         |
| Фінал               | 18 вересня 1960             | 1     | 2 → 1   |

## Перший раунд
| Команда 1      | Рахунок      | Команда 2              |
| -------------- | ------------ | ---------------------- |
| 6 вересня 1959 |              |                        |
| Комо (2)       | 2:1 дч       | Лекко (2)              |
| Мессіна (2)    | 1:0          | Катандзаро (2)         |
| Удінезе        | 3:2 дч       | Трієстіна (2)          |
| Брешія (2)     | 2:2 пен. 2:4 | Модена (2)             |
| Віченца        | 1:0          | Марцотто Вальданьо (2) |
| Парма (2)      | 1:5          | СПАЛ                   |
| Барі           | 3:1          | Таранто (2)            |
| Наполі         | 4:0          | Самбенедеттезе (2)     |
| Рома           | 4:0          | Кальярі (2)            |
| Падова         | 3:2 дч       | Верона (2)             |
| Сампдорія      | 1:0          | Новара (2)             |
| Мантова (2)    | 2:3 дч       | Реджана (2)            |
| Монца (2)      | 0:1          | Алессандрія            |
| Палермо        | 2:0          | Катанія (2)            |

## Другий раунд
| Команда 1       | Рахунок | Команда 2   |
| --------------- | ------- | ----------- |
| 13 вересня 1959 |         |             |
| Падова          | 3:2     | Удінезе     |
| СПАЛ            | 1:0     | Віченца     |
| Реджана (2)     | 2:1     | Модена (2)  |
| Аталанта        | 5:0     | Алессандрія |
| Рома            | 0:2     | Сампдорія   |
| Наполі          | 1:0     | Барі        |
| Палермо         | 1:0     | Мессіна (2) |
| 16 вересня 1959 |         |             |
| Мілан           | 0:1 дч  | Комо (2)    |

## 1/8 фіналу
| Команда 1        | Рахунок | Команда 2   |
| ---------------- | ------- | ----------- |
| 4 листопада 1959 |         |             |
| Падова           | 0:2     | Торіно (2)  |
| Венеція (2)      | 2:1     | СПАЛ        |
| Фіорентіна       | 2:0     | Комо (2)    |
| Ювентус          | 5:4 дч  | Сампдорія   |
| Болонья          | 1:0     | Наполі      |
| Лаціо            | 2:1 дч  | Палермо     |
| Аталанта         | 2:0     | Дженоа      |
| 8 грудня 1959    |         |             |
| Інтернаціонале   | 5:2     | Реджана (2) |

## 1/4 фіналу
| Команда 1      | Рахунок       | Команда 2      |
| -------------- | ------------- | -------------- |
| 7 квітня 1960  |               |                |
| Аталанта       | 2:2 пен. 6:6* | Ювентус        |
| Фіорентіна     | 2:1           | Інтернаціонале |
| 27 квітня 1960 |               |                |
| Торіно (2)     | 1:0           | Венеція (2)    |
| 8 червня 1960  |               |                |
| Болонья        | 2:3 дч        | Лаціо          |

* - Ювентус пройшов до наступного раунду після жеребкування.

## 1/2 фіналу
| Команда 1      | Рахунок | Команда 2  |
| -------------- | ------- | ---------- |
| 18 червня 1960 |         |            |
| Ювентус        | 3:0     | Лаціо      |
| 19 червня 1960 |         |            |
| Фіорентіна     | 5:3     | Торіно (2) |

## Матч за третє місце
| Команда 1       | Рахунок | Команда 2  |
| --------------- | ------- | ---------- |
| 18 вересня 1960 |         |            |
| Лаціо           | 2:1     | Торіно (2) |

## Фінал
| 18 вересня 1960 |

| Ювентус                       | 3:2 дч | Фіорентіна                |
| ----------------------------- | ------ | ------------------------- |
| Чарлз 10', 73' Мілан 97' (аг) |        | Монтуорі 45' да Коста 60' |

| «Сан-Сіро», Мілан Глядачів: 70 000 Арбітр: Рауль Рігі |